# Nasu (Tochigi)
Nasu (那須町, Nasu-machi) és una vila i municipi de la prefectura de Tochigi, a la regió de Kanto, Japó i pertanyent al districte de Nasu. Econòmicament, Nasu és una vila que depèn del turisme de balnearis i esquí, degut a la seua pràcticament inexistent agricultura condicionada per les dificultats del relleu. La localitat també és coneguda per ser la seu del Museu del Cànem del Japó.

## Geografia
El municipi de Nasu es troba localitzat al nord-est de la prefectura de Tochigi. El riu Naka flueix per la zona sud-oest del municipi, i el riu Kuro ho fa per la zona nord-est. El terme municipal de Nasu limita al sud amb els municipis de Nasushiobara i d'Ōtawara; mentres que al nord, a la prefectura de Fukushima, limita amb els municipis de Shirakawa, Tanagura i Nishigō.

### Clima
Nasu té un clima continental humid, caracteritzat per estius càlids i hiverns freds i amb fortes nevades. La temperatura mitjana anual és de 11,4 graus. La mitjana anual de precipitacions és de 1.406 mil·límetres, sent el setembre el mes més humid. La mitjana més alta és de 24 graus a l'agost i la més baixa de 0,2 graus sota zero al gener.

## Història
Des d'almenys el període Nara fins als inicis de l'era Meiji, l'àrea de l'actual vila de Nasu va formar part de l'antiga província de Shimotsuke, antecessora de l'actual prefectura de Tochigi. L'1 d'abril de 1889, amb la creació del nou sistema de municipis, es funden els pobles de Nasu i Iouno, així com la vila d'Ashio, pertanyent tots tres municipis al districte de Nasu. El 3 de novembre de 1954 els tres municipis es fusionaren per a crear la nova vila de Nasu. El març de 2017, una allau de neu al municipi mata a huit persones.

## Política i govern

### Alcaldes
En aquesta taula només es reflecteixen els alcaldes democràtics, és a dir, des de l'any 1947. En el cas concret de Nasu, la llista comença el 1954, quan es fundà el municipi.
| Alcalde           | Inici del mandat | Fi del mandat | Partit | Partit |
| Nisuke Mashiko    | 1954             | 1958          |        | Ind    |
| Kōtarō Yamaguchi  | 1958             | 1962          |        | Ind    |
| Kenya Sasanuma    | 1962             | 1978          |        | Ind    |
| Shigeo Mashiko    | 1978             | 1994          |        | Ind    |
| Suguru Fujita     | 1994             | 2002          |        | Ind    |
| Masahiro Satō     | 2002             | 2010          |        | Ind    |
| Masaru Takaku     | 2010             | 2018          |        | PLD    |
| Yukihiro Hirayama | 2018             | -             |        | Ind    |

## Demografia
| 1920   | 1930   | 1940   | 1950   | 1960   | 1970   | 1980   |
| ------ | ------ | ------ | ------ | ------ | ------ | ------ |
| 20.064 | 22.216 | 23.069 | 31.241 | 30.359 | 28.121 | 26.824 |
| 1990   | 2000   | 2010   | 2020   | 2030   | 2040   | 2050   |
| 26.670 | 27.027 | 26.754 | 23.620 | -      | -      | -      |

## Transport

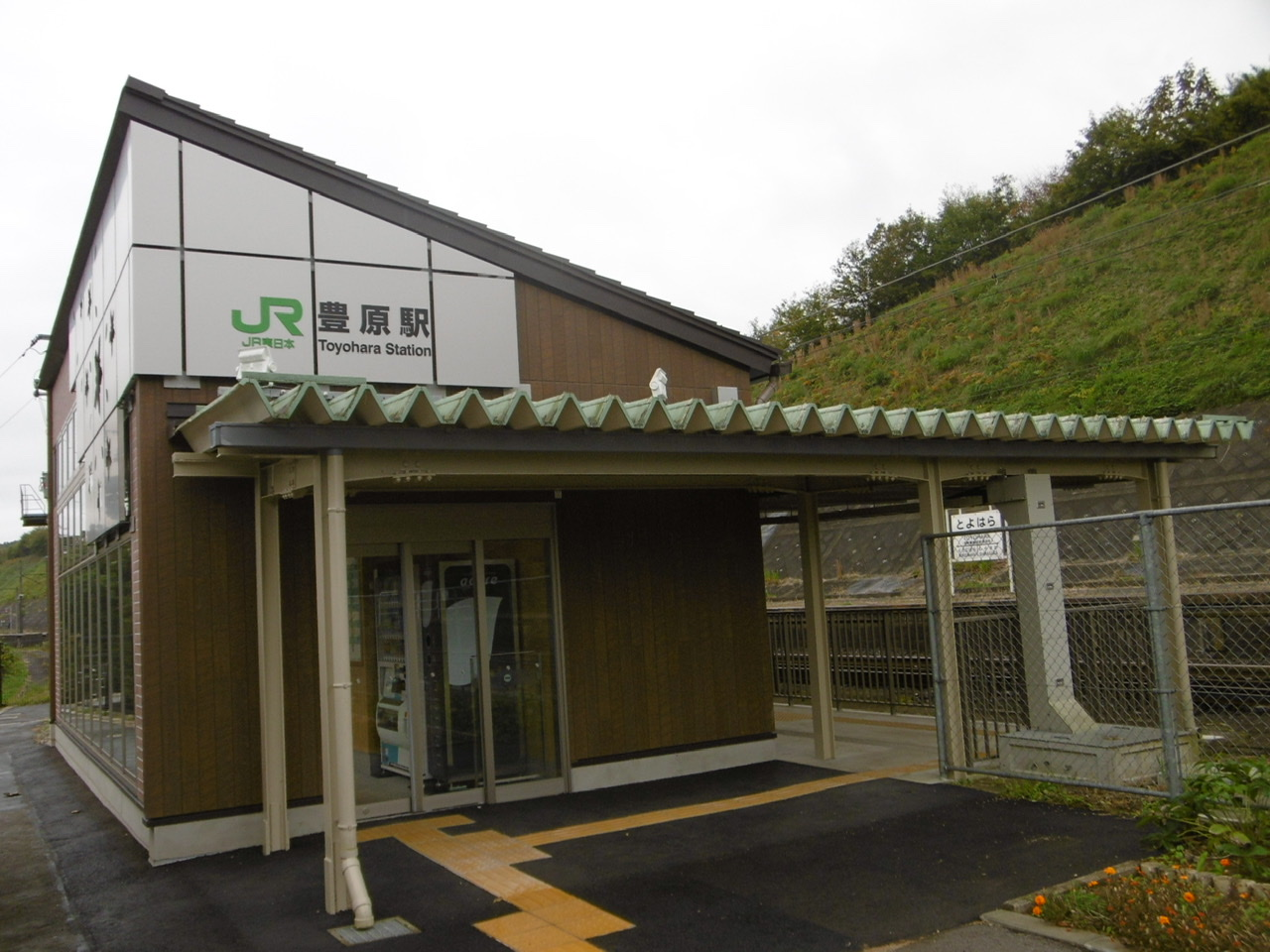
Estació de Toyohara

### Ferrocarril
- Companyia de Ferrocarrils del Japó Oriental (JR East)
  - Takaku - Kurodahara - Toyohara

### Carretera
- Autopista de Tōhoku
- Nacional 4 - Nacional 294